# Lotnisko Szprotawa-Wiechlice

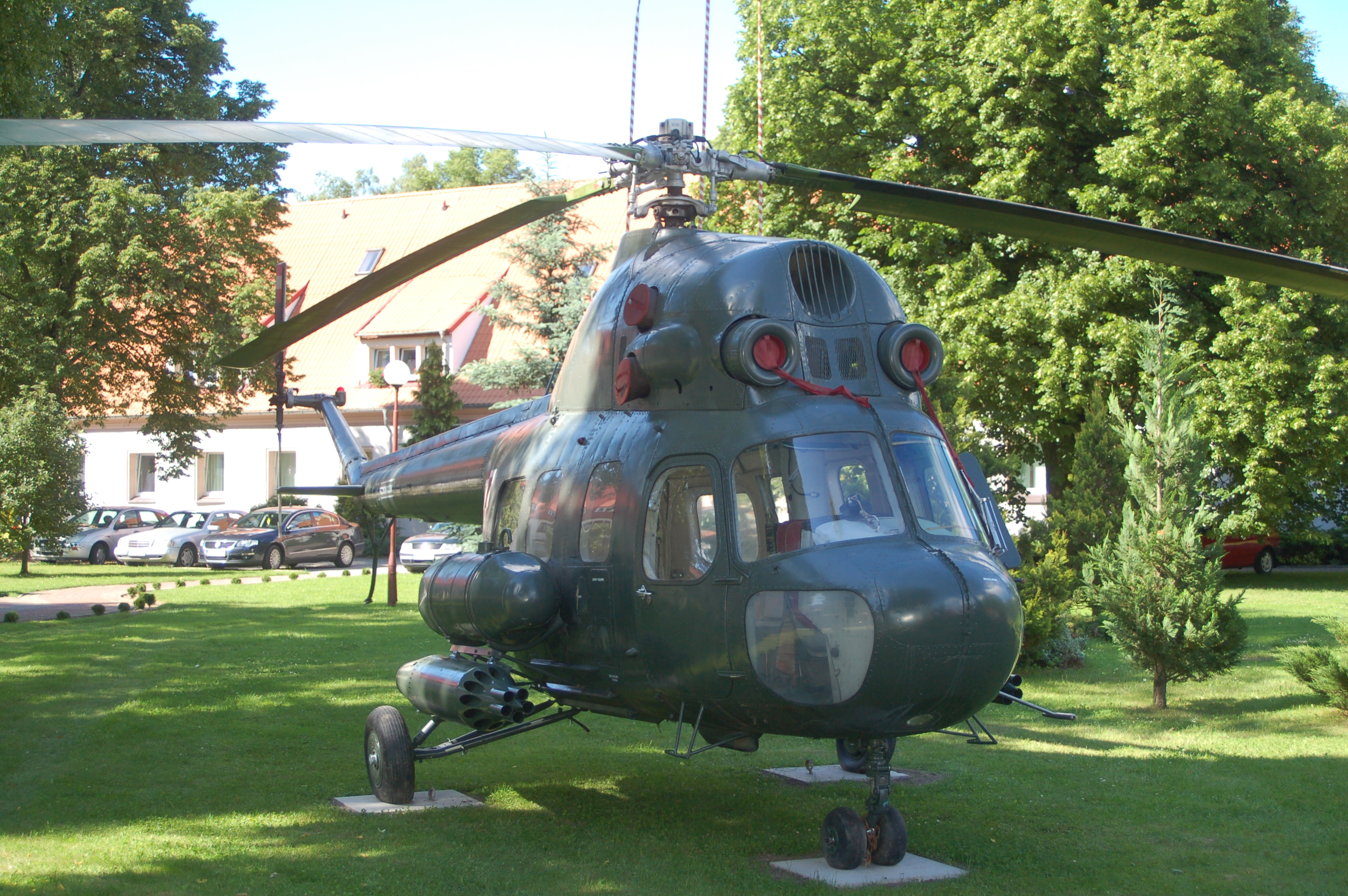
Wiechlice, Pomnik Lokalnych Tradycji Lotniczych, ufundowany w 2013 przez Towarzystwo Bory Dolnośląskie.

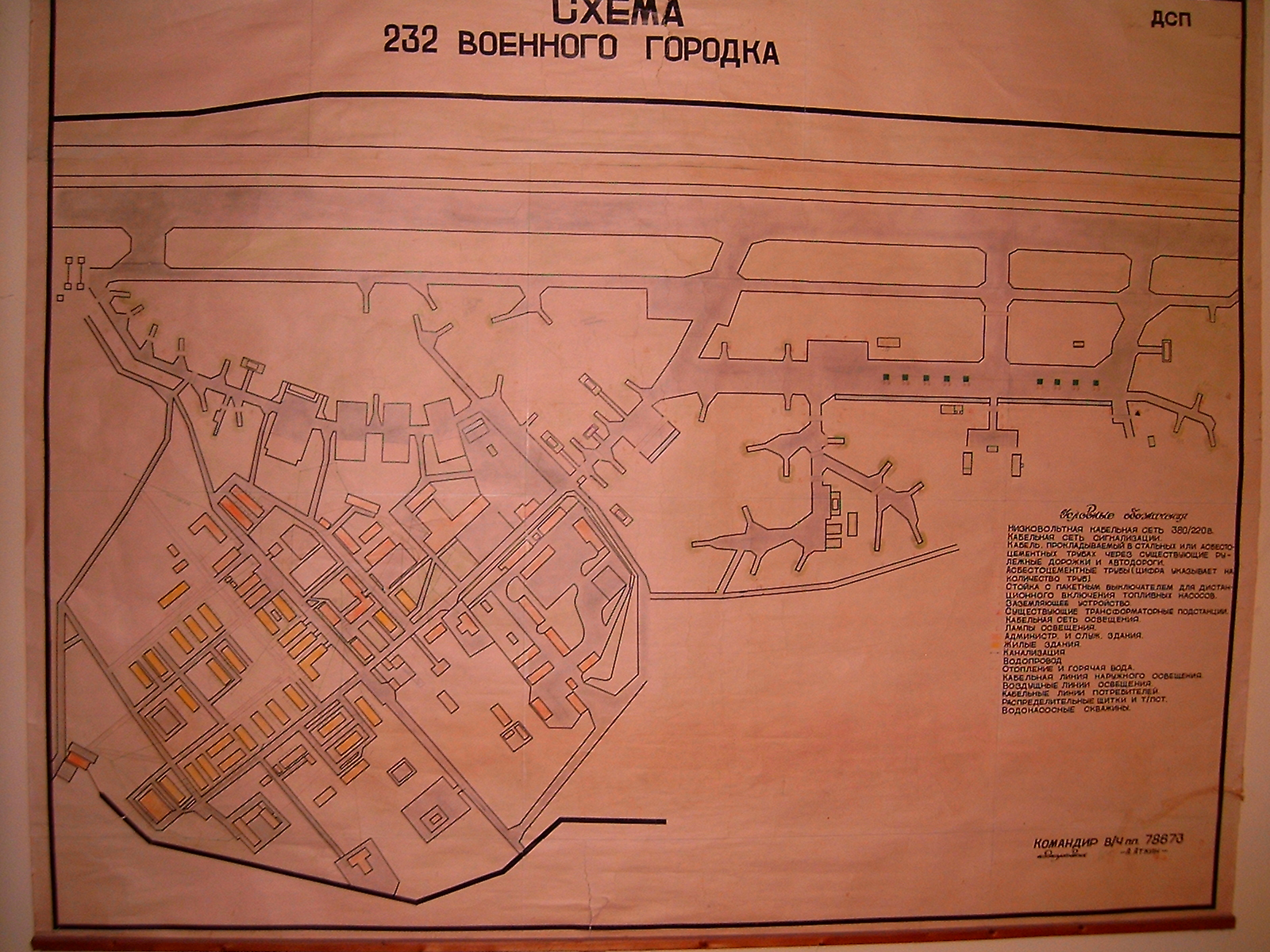
Historyczna mapa Lotniska Szprotawa, przechowywana w Muzeum Ziemi Szprotawskiej.

Lotnisko Szprotawa-Wiechlice – powojskowe lotnisko w Wiechlicach, położone 4 km na południowy wschód od centrum Szprotawy, na południu województwa lubuskiego, na skraju Borów Dolnośląskich. Posiada betonową drogę startową na kierunku 08/26 o rozmiarach 2500 × 60 m.

## Historia
Lotnisko powstało na początku lat 30. XX wieku (jako Fliegerhorst Sprottau) na wschodniej rubieży miasta, na miejscu dawnego poligonu artyleryjskiego i obozu jenieckiego. Pierwotnie szybowcowe, jeszcze przed wybuchem II wojny światowej zostało przekształcone w wojskową bazę lotniczą. Lotnisko uruchomiono w 1933, a od 1936 zaczęto szkolić na nim pilotów.
W ataku Niemiec na Polskę 1 września 1939 ze Szprotawy wystartowało 37 myśliwców Messerschmitt Bf 109E. Potem służyło Luftwaffe w napaści na Związek Socjalistycznych Republik Radzieckich. Na wschód od lotniska (w kierunku Szprotawki) utworzone było tzw. lotnisko-widmo z tekturowymi makietami samolotów jako kamuflaż w razie nieprzyjacielskich bombardowań. Tymczasem prawdziwe lotnisko i samoloty były starannie zamaskowane poprzez zwijaną siatkę ze sztuczną trawą i sadzonkami drzew oraz zwykłe siatki maskujące.
Pod koniec wojny przez szprotawski pas startowy przewinęły się nowoczesne jednostki latające: turboodrzutowe Me 262 Schwalbe, rakietowe Me 163 Komet i Me 163B.
Po II wojnie światowej lotnisko przejęły jednostki Armii Czerwonej. Teren bazy został znacznie powiększony, zbudowano bloki mieszkalne dla rodzin żołnierskich, obiekty użyteczności publicznej, garaże lotnicze, nowe magazyny balistyczne i obiekt specjalny z bunkrem atomowym potencjalnie przystosowanym do składowania i użytkowania lotniczej broni atomowej, choć nigdy do tego celu niewykorzystanym.
Wraz z wycofaniem się wojsk radzieckich z Polski w 1992, lotnisko zostało przekształcone w obiekt cywilny, tj. osiedle mieszkaniowe i strefę przemysłową. Od tego czasu lotnisko było nieczynne. Teren lotniska jest częściowo zagospodarowany przez gminę Szprotawa, m.in. istnieje tu osiedle mieszkaniowe, hotel „Chrobry” i gminna szkoła podstawowa dla dzieci dowożonych z całej gminy.
W 2008 roku zostało założone Szprotawskie Stowarzyszenie Lotnicze. Na jego czele stanął przedsiębiorca Zbigniew Czmuda. Stowarzyszenie wydzierżawiło od gminy wschodni fragment pasa startowego. Lotnisko zostało formalnie zarejestrowanie w Urzędzie Lotnictwa Cywilnego jako miejsce przystosowane do startów i lądowań lekkich samolotów sportowych.
W 2013 na terenie Centrum Kształcenia i Wychowania OHP w Wiechlicach odsłonięto pomnik Tradycji Lotniczych.

## Literatura
- Dziennik „Sprottauer Tageblatt” z 19.09.1933
- Maciej Boryna, Sensacje Ziemi Szprotawskiej, 2000
- Maciej Boryna, Tajemnice militarne Szprotawy na Dolnym Śląsku, 2006
- Maciej Boryna, Obiekty ochronne byłego lotniska wojskowego w Szprotawie, Towarzystwo Bory Dolnośląskie im. Klausa Haenscha 2016